# Akadijski francuski
Akadijski francuski (francuski: Le français acadien) je dijalekt francuskog jezika koji se govori u Akadiji, tj. atlantskim provincijama Kanade, i manje u Québecu i američkoj državi Maine. Ovaj dijalekt se razvijao 400 godina od vremena francuske kolonizacije Amerike. Neke karakteristike akadijskog francuskog su nove, a neke su arhaične i slične jeziku iz vremena Rabelaisa i Molièrea.
Kajunski francuski, dijalekt francuskog kojim se govori u Louisiani, potekao je iz akadijskog francuskog. Razlog tome je činjenica da su tamo protjerani poraženi francuski pobunjenici 1755. I sama reč „kajun“ potiče od akadijskog načina izgovora riječi „Akadija“.
Neobično je da akadijski pokazuje veliku sličnost sa zemljopisno veoma udaljenim jersejskim jezikom (normandijski dijalekt otoka Jerseyja). Recimo: nous avons eu (standardni fr.), j'avons ieu (jersejski), j'avions eu (akadijski), imali smo (hrvatski prijevod).
Akadijski francuski je potekao od dijalekata područja Anjou i Poitou u Francuskoj. Neke zadržane karakteristike starog francuskog su alveolarno r i treće lice množine glagola sa -ont, primjer: ils mangeon umjesto standardnog ils mangent (u akadijskom se posljednji slog izgovara).
Ovaj dijalekt nije lako razumljiv ni za govornike kvebečkog, ni za govornike standardnog francuskog jezika.